# Festival Internacional de Cine de San Sebastián

Logo des Festivals

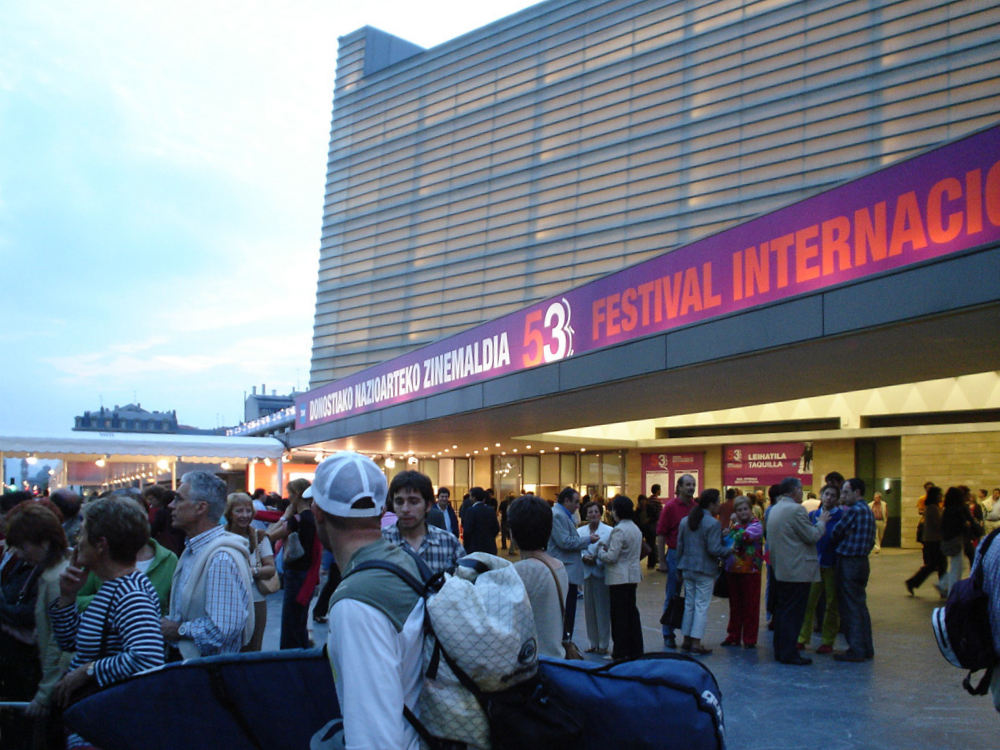
Publikum vor dem Kursaal-Auditorium beim 53. Filmfestival von San Sebastián

Das Internationale Filmfestival von San Sebastián (englisch: San Sebastian International Film Festival, abgekürzt SSIFF; spanisch: Festival Internacional de Cine de San Sebastián; offizieller Name: Donostia Zinemaldia – Festival de San Sebastián) ist ein einwöchiges internationales Filmfestival. Der Austragungsort des Festivals ist die baskische Stadt Donostia-San Sebastián in Spanien.

## Hintergrund
Das Festival von San Sebastián fand erstmals am 21. September 1953 statt. Es wurde durch die Fédération Internationale des Associations de Producteurs de Films (FIAPF) als sogenanntes A-Festival eingestuft. Neben dem offiziellen Wettbewerb, der dem Festival unter anderem zur Einstufung als A-Festival verhilft, gibt es unter anderem folgende Sektionen:
- Zabaltegi (eine Art „Best Of“ der Wettbewerbe anderer Festivals)
- Horizontes Latinos (eine Werkschau lateinamerikanischen Filmschaffens)
- Historische Retrospektive
- Zeitgenössische Retrospektive
- Culinary Zinema
- New Directors

In den Jahren 1953 und 1954 waren nur spanische Filme für den Wettbewerb zugelassen.
Der Hauptpreis der Jury ist die Goldene Muschel (Concha de Oro), abgeleitet vom Namen der charakteristischen Bucht „La Concha“, die das Wahrzeichen von San Sebastián ist. Daneben wird die „Silberne Muschel für die beste Regie“ (Concha de Plata al Mejor Director) vergeben. Seit 1986 wird jährlich zusätzlich der Donostia-Preis (Premio Donostia, baskisch Donostia Saria) an Schlüsselpersonen aus der Filmbranche verliehen, deren Lebenswerk gewürdigt werden soll.
Seit dem Jahr 1999 vergibt die internationale Filmkritikervereinigung FIPRESCI anlässlich des Internationalen Filmfestivals von San Sebastián ihren Grand Prix de la FIPRESCI, einen Kritikerpreis für den Film des Jahres (Preisträger siehe unter FIPRESCI-Preis).
In den vergangenen Jahren bekam das Festival die Auswirkungen der Subprimekrise und in der Folge der Eurokrise zu spüren, von denen Spanien in besonderem Maße betroffen war. Die für ein A-Festival verhältnismäßig geringe Präsenz von Filmstars begründete Festival-Chef Jose Luis Rebordinos 2013 mit beschränkten finanziellen Möglichkeiten: „Für uns besteht leider inzwischen eine gewisse Unsicherheit darüber, wie viel Geld uns am Schluss zur Verfügung steht. Das kann bedeuten, dass Vereinbarungen mit Hollywood-Stars nicht zustande kommen, weil die Reisekosten sehr hoch sind.“

## Gewinner der Goldenen Muschel
| Jahr | Film                                                                                                   | Regisseur               | Land                                               |
| ---- | --- | ----------------------- | -------------------------------------------------- |
| 1957 | Großmutter Sabella (La nonna Sabella)                                                                  | Dino Risi               | Italien, Frankreich                                |
| 1958 | Eva will schlafen (Ewa chce spac)                                                                      | Tadeusz Chmielewski     | Polen                                              |
| 1959 | Geschichte einer Nonne (The Nun’s Story)                                                               | Fred Zinnemann          | Vereinigte Staaten                                 |
| 1960 | Romeo, Julia und die Finsternis (Romeo, Julia a tma)                                                   | Jiří Weiss              | Tschechoslowakei                                   |
| 1961 | Der Besessene (One-Eyed Jacks)                                                                         | Marlon Brando           | Vereinigte Staaten                                 |
| 1962 | Insel der verbotenen Liebe (L’Isola di Arturo)                                                         | Damiano Damiani         | Italien                                            |
| 1963 | Mafioso                                                                                                | Alberto Lattuada        | Italien                                            |
| 1964 | Die Unbezwingbaren (America, America)                                                                  | Elia Kazan              | Vereinigte Staaten                                 |
| 1965 | Die 27. Etage (Mirage)                                                                                 | Edward Dmytryk          | Vereinigte Staaten                                 |
| 1965 | Zlatá reneta                                                                                           | Otakar Vávra            | Tschechoslowakei                                   |
| 1966 | Hier war ich glücklich (I Was Happy Here)                                                              | Desmond Davis           | Vereinigtes Königreich                             |
| 1967 | Zwei auf gleichem Weg (Two for the Road)                                                               | Stanley Donen           | Vereinigtes Königreich                             |
| 1968 | Tödlicher Tag (The Long Day’s Dying)                                                                   | Peter Collinson         | Vereinigtes Königreich                             |
| 1969 | Liebe niemals einen Fremden (The Rain People)                                                          | Francis Ford Coppola    | Vereinigte Staaten                                 |
| 1970 | Ondata di calore                                                                                       | Nelo Risi               | Italien, Frankreich                                |
| 1971 | Claires Knie (Le genou de Claire)                                                                      | Éric Rohmer             | Frankreich                                         |
| 1972 | Das Glashaus (The Glass House)                                                                         | Tom Gries               | Vereinigte Staaten                                 |
| 1973 | Der Geist des Bienenstocks (El espíritu de la colmena)                                                 | Víctor Erice            | Spanien                                            |
| 1974 | Badlands – Zerschossene Träume (Badlands)                                                              | Terrence Malick         | Vereinigte Staaten                                 |
| 1975 | Wilderer (Furtivos)                                                                                    | José Luis Borau         | Spanien                                            |
| 1976 | Das Zigeunerlager zieht in den Himmel (Табор уходит в небо)                                            | Emil Loteanu            | Sowjetunion                                        |
| 1977 | Unvollendete Partitur für ein mechanisches Klavier (Neokonchennaya pyesa dlya mekhanicheskogo pianino) | Nikita Michalkow        | Sowjetunion                                        |
| 1978 | Alambrista (Alambrista!)                                                                               | Robert M. Young         | Vereinigte Staaten                                 |
| 1979 | Osennij marafon                                                                                        | Georgi Daneliya         | Sowjetunion                                        |
| 1985 | Yesterday                                                                                              | Radosław Piwowarski     | Polen                                              |
| 1986 | Die Hälfte des Himmels (La Mitad del cielo)                                                            | Manuel Gutiérrez Aragón | Spanien                                            |
| 1987 | Urs al-jalil                                                                                           | Michel Khleifi          | Israel, Frankreich, Belgien                        |
| 1988 | Black Hill (On the Black Hill)                                                                         | Andrew Grieve           | Vereinigtes Königreich                             |
| 1989 | Homer und Eddie (Homer and Eddie)                                                                      | Andrei Kontschalowski   | Vereinigte Staaten                                 |
| 1989 | Die geheime Nation (La Nación clandestina)                                                             | Jorge Sanjinés          | Bolivien                                           |
| 1990 | Briefe von Alou (Las cartas de Alou)                                                                   | Montxo Armendáriz       | Spanien                                            |
| 1991 | Schmetterlingsflügel (Alas de mariposa)                                                                | Juanma Bajo Ulloa       | Spanien                                            |
| 1992 | Ein Ort auf dieser Welt (Un lugar en el mundo)                                                         | Adolfo Aristarain       | Argentinien, Spanien, Uruguay                      |
| 1993 | Principio y fin                                                                                        | Arturo Ripstein         | Mexiko                                             |
| 1993 | Sara                                                                                                   | Dariush Mehrjui         | Iran                                               |
| 1994 | Deine Zeit läuft ab, Killer (Días contados)                                                            | Imanol Uribe            | Spanien                                            |
| 1995 | Margaret’s Museum                                                                                      | Mort Ransen             | Kanada, Vereinigtes Königreich                     |
| 1996 | Bwana                                                                                                  | Imanol Uribe            | Spanien                                            |
| 1996 | Trojan Eddie                                                                                           | Gillies MacKinnon       | Vereinigtes Königreich, Irland                     |
| 1997 | Das Leben ist ein Spiel (Rien ne va plus)                                                              | Claude Chabrol          | Frankreich, Schweiz                                |
| 1998 | Das letzte Kino der Welt (El viento se llevó lo qué)                                                   | Alejandro Agresti       | Argentinien, Frankreich, Niederlande, Spanien      |
| 1999 | C’est quoi la vie?                                                                                     | François Dupeyron       | Frankreich                                         |
| 2000 | La Perdición de los hombres                                                                            | Arturo Ripstein         | Spanien, Mexiko                                    |
| 2001 | Ein Taxi für drei (Taxi para tres)                                                                     | Orlando Lübbert         | Chile                                              |
| 2002 | Montags in der Sonne (Los lunes al sol)                                                                | Fernando León de Aranoa | Spanien, Frankreich, Italien                       |
| 2003 | Schussangst                                                                                            | Dito Tsintsadze         | Deutschland                                        |
| 2004 | Schildkröten können fliegen (Lakposhtha hâm parvaz mikonand)                                           | Bahman Ghobadi          | Iran, Irak, Frankreich                             |
| 2005 | Die Jahreszeit des Glücks (Stesti)                                                                     | Bohdan Sláma            | Tschechien, Deutschland                            |
| 2006 | Half Moon (Niwe mung)                                                                                  | Bahman Ghobadi          | Iran, Irak, Österreich, Frankreich                 |
| 2007 | Mr. Shi und der Gesang der Zikaden (A Thousand Years of Good Prayers)                                  | Wayne Wang              | Vereinigte Staaten                                 |
| 2008 | Pandora’s Box (Pandoranin kutusu)                                                                      | Yeşim Ustaoğlu          | Türkei, Frankreich, Deutschland, Belgien           |
| 2009 | City of Life and Death – Das Nanjing Massaker (南京! 南京! Nánjīng! Nánjīng!)                          | Lu Chuan                | China, Hongkong                                    |
| 2010 | Gangs of Glasgow (Neds)                                                                                | Peter Mullan            | Vereinigtes Königreich, Frankreich, Niederlande    |
| 2011 | Los pasos dobles                                                                                       | Isaki Lacuesta          | Spanien, Schweiz                                   |
| 2012 | In ihrem Haus (Dans la maison)                                                                         | François Ozon           | Frankreich                                         |
| 2013 | Pelo malo                                                                                              | Mariana Rondón          | Venezuela, Peru, Argentinien, Deutschland          |
| 2014 | Magical Girl                                                                                           | Carlos Vermut           | Frankreich, Spanien                                |
| 2015 | Sparrows                                                                                               | Rúnar Rúnarsson         | Dänemark, Island, Kroatien                         |
| 2016 | I Am Not Madame Bovary (我不是潘金莲 Wǒ bú shì Pān Jīnlián)                                            | Feng Xiaogang           | China                                              |
| 2017 | The Disaster Artist                                                                                    | James Franco            | Vereinigte Staaten                                 |
| 2018 | Entre dos aguas                                                                                        | Isaki Lacuesta          | Spanien                                            |
| 2019 | Pacificado (Pacified)                                                                                  | Paxton Winters          | Brasilien                                          |
| 2020 | Beginning (დასაწყისი Dasatskisi)                                                                       | Dea Kulumbegashvili     | Frankreich, Georgien                               |
| 2021 | Blue Moon                                                                                              | Alina Grigore           | Rumänien                                           |
| 2022 | Los reyes del mundo (The Kings of the World)                                                           | Laura Mora              | Kolumbien, Luxemburg, Frankreich, Mexiko, Norwegen |
| 2023 | O Corno                                                                                                | Jaione Camborda         | Spanien                                            |
| 2024 | Tardes de soledad (Afternoons of Solitude)                                                             | Albert Serra            | Spanien, Frankreich, Portugal                      |

## Gewinner der Silbernen Muschel für die beste Regie
Die Silberne Muschel für die „Beste Regie“ (spanisch: Concha de Plata al Mejor Director; baskisch: Zuzendari Onenaren Zilarrezko Maskorra) ist eine der wichtigsten Auszeichnungen auf dem Filmfestival.
| Jahr | Regisseur                                   | Film                                                            |
| ---- | ------------------------------------------- | --------------------------------------------------------------- |
| 1953 | Rafael Gil                                  | La guerra de Dios                                               |
| 1954 | Pedro Lazaga                                | La patrulla                                                     |
| 1956 | Pietro Germi                                | Das rote Signal (Il ferroviere)                                 |
| 1957 | Alfréd Radok                                | Dedécek automobil                                               |
| 1957 | O. W. Fischer                               | Ich suche Dich                                                  |
| 1958 | Alfred Hitchcock                            | Vertigo – Aus dem Reich der Toten (Vertigo)                     |
| 1959 | Alfred Hitchcock                            | Der unsichtbare Dritte (North by Northwest)                     |
| 1959 | Folco Quilici                               | Dagli Appennini alle Ande                                       |
| 1960 | Sidney Lumet                                | Der Mann in der Schlangenhaut (The Fugitive Kind)               |
| 1961 | Alberto Lattuada                            | Bevor das Licht verlöscht (L’imprevisto)                        |
| 1962 | Mauro Bolognini                             | Senilità                                                        |
| 1963 | Robert Enrico                               | Am Herz des Lebens (Au coeur de la vie)                         |
| 1964 | Miguel Picazo                               | Tante Tula (La Tía Tula)                                        |
| 1965 | Mario Monicelli                             | Casanova ’70                                                    |
| 1966 | Mauro Bolognini                             | Madamigella di Maupin                                           |
| 1967 | Janusz Morgenstern                          | Jowita                                                          |
| 1968 | Peter Collinson                             | The Long Day’s Dying                                            |
| 1972 | Emil Loteanu                                | Geächtet und geliebt (Лаутары)                                  |
| 1974 | Yannick Bellon                              | Befreiung aus der Ehe                                           |
| 1977 | Alf Brustellin und Bernhard Sinkel          | Der Mädchenkrieg                                                |
| 1978 | Manuel Gutiérrez Aragón                     | Sonámbulos                                                      |
| 1979 | Pál Gábor                                   | Veras Erziehung (Angi Vera)                                     |
| 1984 | Valeria Sarmiento                           | Notre mariage                                                   |
| 1985 | Francisco José Lombardi                     | Die Stadt und die Hunde (La ciudad y los perros)                |
| 1986 | Axel Corti                                  | Welcome in Vienna                                               |
| 1987 | Dominique Deruddere                         | Crazy Love                                                      |
| 1988 | Gonzalo Suárez                              | Remando al viento                                               |
| 1989 | Mirosław Bork                               | Konsul                                                          |
| 1990 | Joel Coen                                   | Miller’s Crossing                                               |
| 1991 | Bruce McDonald                              | Highway 61                                                      |
| 1992 | Goran Marković                              | Tito i ja                                                       |
| 1993 | Philippe Lioret                             | Tombés du ciel                                                  |
| 1994 | Danny Boyle                                 | Kleine Morde unter Freunden (Shallow Grave)                     |
| 1995 | Mike Figgis                                 | Leaving Las Vegas                                               |
| 1996 | Francisco José Lombardi                     | Unter der Haut (Bajo la piel)                                   |
| 1997 | Claude Chabrol                              | Das Leben ist ein Spiel (Rien ne va plus)                       |
| 1998 | Fernando León de Aranoa                     | Barrio                                                          |
| 1999 | Zhang Yang                                  | Das Badehaus (Xizao)                                            |
| 1999 | Michel Deville (ex aequo)                   | Tagebuch eines Landarztes (La Maladie de Sachs)                 |
| 2000 | Reza Parsa                                  | Sturm der Vergeltung (Före Stormen)                             |
| 2001 | Jean-Pierre Améris                          | C’est la vie                                                    |
| 2002 | Chen Kaige                                  | Xiaos Weg (He Ni zai yi qi)                                     |
| 2003 | Bong Joon-ho                                | Memories of Murder (Salinui chueok)                             |
| 2004 | Xu Jinglei                                  | Letter from an Unknown Woman (Yi ge mo sheng nu ren de lai xin) |
| 2005 | Zhang Yang                                  | Sunflower (Xiang ri kui)                                        |
| 2006 | Tom DiCillo                                 | Blitzlichtgewitter (Delirious)                                  |
| 2007 | Nick Broomfield                             | Battle for Haditha                                              |
| 2008 | Michael Winterbottom                        | Genova                                                          |
| 2009 | Javier Rebollo                              | La mujer sin piano (Woman Without Piano)                        |
| 2010 | Raúl Ruiz                                   | Die Geheimnisse von Lissabon (Mistérios de Lisboa)              |
| 2011 | Filippos Tsitos                             | Adikos Kosmos                                                   |
| 2012 | Fernando Trueba                             | Das Mädchen und der Künstler (El artista y la modelo)           |
| 2013 | Carlos Vermut                               | Magical Girl                                                    |
| 2014 | Fernando Eimbcke                            | Club Sándwich                                                   |
| 2015 | Joachim Lafosse                             | Les chevaliers blancs                                           |
| 2016 | Hong Sang-soo                               | Dangsinjasingwa dangsinui geot                                  |
| 2017 | Anahí Berneri                               | Alanis                                                          |
| 2018 | Benjamín Naishtat                           | Rojo – Wenn alle schweigen, ist keiner unschuldig (Rojo)        |
| 2019 | Aitor Arregi, Jon Garaño, Jose Mari Goenaga | Der endlose Graben (La trinchera infinita)                      |
| 2020 | Dea Kulumbegaschwili                        | Beginning (დასაწყისი Dasatskisi)                                |
| 2021 | Tea Lindeburg                               | As in Heaven                                                    |
| 2022 | Genki Kawamura                              | A Hundred Flowers                                               |
| 2023 | Tzu-Hui Peng und Ping-Wen Wang              | A Journey in Spring                                             |
| 2024 | Laura Carreira Pedro Martín Calero          | On Falling El llanto / The Wailing                              |

## Preisträger des Donostia Award
- 1986: Gregory Peck und Gene Tierney
- 1987: Glenn Ford
- 1988: Vittorio Gassman
- 1989: Bette Davis
- 1990: Claudette Colbert
- 1991: Anthony Perkins
- 1992: Lauren Bacall
- 1993: Robert Mitchum
- 1994: Lana Turner
- 1995: Susan Sarandon und Catherine Deneuve
- 1996: Al Pacino
- 1997: Michael Douglas, Jeremy Irons und Jeanne Moreau
- 1998: Anthony Hopkins und John Malkovich
- 1999: Fernando Fernán Gómez, Vanessa Redgrave und Anjelica Huston
- 2000: Michael Caine und Robert De Niro
- 2001: Francisco Rabal, Warren Beatty und Julie Andrews
- 2002: Jessica Lange, Bob Hoskins und Dennis Hopper
- 2003: Isabelle Huppert, Sean Penn und Robert Duvall
- 2004: Woody Allen, Annette Bening und Jeff Bridges
- 2005: Willem Dafoe und Ben Gazzara
- 2006: Max von Sydow und Matt Dillon
- 2007: Liv Ullmann und Richard Gere
- 2008: Meryl Streep und Antonio Banderas
- 2009: Ian McKellen
- 2010: Julia Roberts
- 2011: Glenn Close
- 2012: Oliver Stone, Ewan McGregor, Tommy Lee Jones, John Travolta und Dustin Hoffman
- 2013: Carmen Maura, Hugh Jackman
- 2014: Denzel Washington, Benicio del Toro
- 2015: Emily Watson
- 2016: Ethan Hawke, Sigourney Weaver
- 2017: Monica Bellucci, Ricardo Darín, Agnès Varda
- 2018: Hirokazu Koreeda, Danny DeVito, Judi Dench
- 2019: Costa-Gavras, Donald Sutherland, Penélope Cruz
- 2020: Viggo Mortensen[7]
- 2021: Johnny Depp und Marion Cotillard[3][8]
- 2022: Juliette Binoche und David Cronenberg[9]
- 2023: Hayao Miyazaki, Javier Bardem (zugesprochen 2023, verliehen 2024)[10] und Víctor Erice[11]
- 2024: Cate Blanchett, Pedro Almodóvar[12]